# Berizka, Varva
Berizka (în ucraineană Берізка) este un sat în comuna Ozereanî din raionul Varva, regiunea Cernihiv, Ucraina.

## Demografie
Componența lingvistică a localității Berizka
     Ucraineană (96,3%)
     Rusă (3,7%)
Conform recensământului din 2001, majoritatea populației localității Berizka era vorbitoare de ucraineană (96,3%), existând în minoritate și vorbitori de rusă (3,7%).